# Dictyna incredula
Dictyna incredula là một loài nhện trong họ Dictynidae.
Loài này thuộc chi Dictyna. Dictyna incredula được Willis J. Gertsch & Michael Davis miêu tả năm 1937.